# Польсько-українська війна (1918—1919)
Польсько-українська війна (пол. Wojna polsko-ukraińska, «польсько-українська війна») — збройний конфлікт між Польською і Західноукраїнською Народною Республіками (після Акту Злуки — ЗОУНР) на території Галичини, що вилився в широкомасштабні бойові дії з 1 листопада 1918 по 18 липня 1919 року. Водночас Польща вела війну проти Української Народної Республіки на Холмщині, Підляшші, Берестейщині й Волині. Війна велась в умовах нестабільності через розпад Австро-Угорщини, Російської імперії та громадянської війни в Росії.
Спочатку в бойових діях брати участь добровольчі формування українців та поляків, замість професійного війська. Після довгих окопних війн, польська армія перейшла у повних військових наступ, вибивши українське військо до трикутника смерті. Однією з найголовніших подій у цьому військовому конфлікті стала Чортківська офензива в якій українська армія змогла вибити польську армію по всій лінії фронту добре озброєну та підсилену французьким офіцерами. Однак через зовнішні чинники та брак матеріально-технічного забезпечення разом з літнім контрнаступом польського війська, УГА була вибита з території Галичини та відступила в сторону Української Народної Республіки.

## Причини і передумови

Мапа Австро-Угорщини станом на 1911 р.

Після перетворення 1867 року Австрійської імперії на дуалістичну Австро-Угорську монархію Галичина і Буковина ввійшли до її австрійської частини, а Закарпаття — до угорської. До нового австро-угорського компромісу додався австро-польський, який розширив політичні права поляків у краї. Відтоді намісника Галичини обов'язково мали призначати з числа польської аристократії. Унаслідок непропорційності виборчої системи українські посли Галицького сейму, який розпочав роботу 1861 р., здобули лише 15 % депутатських місць, чого було недостатньо для спротиву полонізації краю. І це при тому, що населення Східної Галичини у другій половині XIX ст. майже на 2/3 складалося з українців, на 1/3 — з поляків, євреїв, німців і вірменів разом.
У листопаді 1916 р. імператор Карл І проголосив незалежність Польщі. На початку 1917 р. стало очевидним, що Галичину віддадуть до Польської держави. Серед українського населення запанувало обурення.
Революційні події 1917—1918 рр. у Наддніпрянщині справили великий вплив на населення Галичини, Буковини та Закарпаття, попри кордони, які їх розділяли. Маючи багаті традиції визвольних змагань, західні українці посилили боротьбу за національно-державне відродження краю. Досягненню їхньої віковічної мети сприяло і міжнародне становище.
Восени 1918 р. Австро-Угорщина опинилася в умовах політичного розпаду. На Галичину зазіхала новостворена Польська держава. Щоб запобігти цьому, українські військовики протягом вересня заснували у Львові таємний старшинський гурток — Центральний військовий комітет (ЦВК), який вирішив «боротися під знаменом соборної України».
16 жовтня цісар Карл I, прагнучи врятувати монархію, видав маніфест, у якому обіцяв перетворити Австрію на союз національних держав. 18 жовтня у Львові зібралася Українська конституанта, що мала розв'язати питання державно-правового становища українських земель Австро-Угорщини. До неї входили українські депутати, представники політичних партій, греко-католицькі ієрархи. Українська конституанта проголосила себе Українською Національною Радою та 19 жовтня одноголосно ухвалила постанову про створення на українській етнографічній території в Австро-Угорщині Української держави. Того ж дня на першому засіданні Української Національної Ради було обрано президента і створено три делегації: репрезентативну і виконавчу на чолі з Євгеном Петрушевичем у Відні, буковинську під проводом Омеляна Поповича у Чернівцях і галицьку — у Львові.
Про приєднання до Польщі українських земель Галичини оголосили й поляки. 31 жовтня стало відомо, що 1 листопада Польська ліквідаційна комісія планує захоплення влади у Східній Галичині. Було очевидно, що необхідно негайно починати рішучі дії. Але керівники УНРади в той час перебували у Відні, проводячи час за безплідними переговорами з представниками Габсбурзької монархії, що конає.
Тим часом у Львові галицька делегація УНРади просила австрійського намісника передати владу в краї саме їй, а не полякам. Але у відповідь почула відмову та обіцянки. За таких обставин ініціативу перебрав ЦВК, який вустами свого керівника сотника УСС Дмитра Вітовського заявив, що до виконання військового перевороту все підготовлено і вже неможливо його відкласти, бо наступного дня українці можуть бути вже безсилі супроти польської переваги. Така рішучість і впевненість провідника майбутнього виступу змусила навіть тих учасників наради, які досі вагалися, погодитися з його аргументами. Було вирішено взяти владу в Львові та краї вночі з 31 жовтня на 1 листопада. Штаб збройного повстання очолив ЦВК, реорганізований в Українську генеральну команду (УГК).

## Перебіг бойових дій

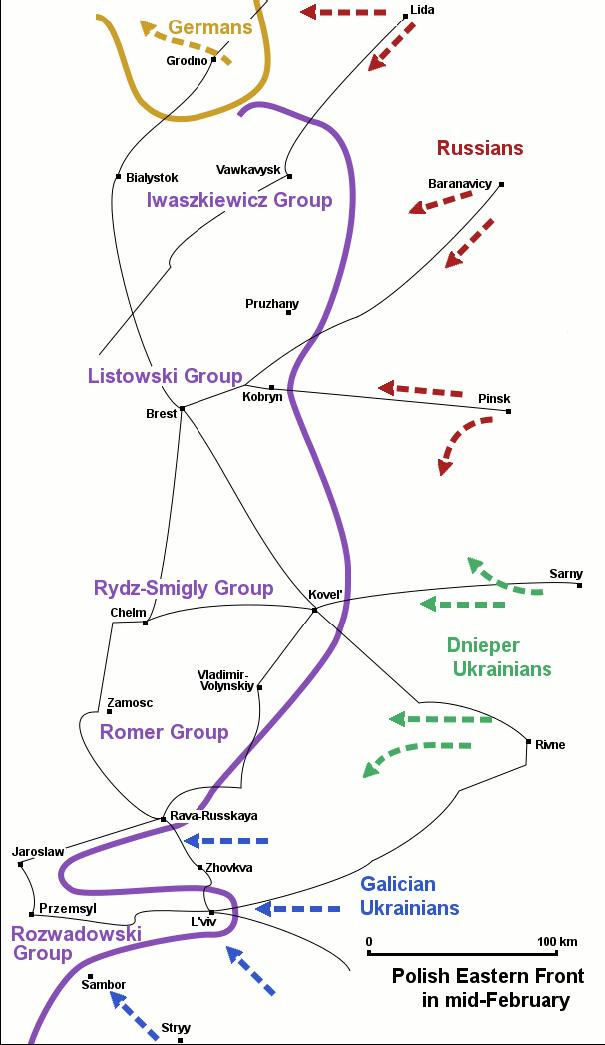
Перебіг бойових дій на початку 1919 р.

Польсько-українська війна в Галичині 1918—1919 років почалася 1 листопада 1918 р. збройним виступом проти української влади у Львові об'єднаних польських підпільних військових організацій під командуванням сотника Чеслава Мончинського. Такі ж місцевого характеру повстання підняли поляки у Дрогобичі, Самборі, Перемишлі та інших містах, переважно користуючись прихильністю комендантів місцевих австро-угорських залог, але їх ліквідували на початку листопада 1918 р. українські військові частини.
Активна військова підтримка польського повстання у Львові краківськими поляками і варшавським урядом спричинили початок війни між Польщею і ЗУНР. Військову допомогу польському повстанню до кінця 1918 р. подавала головно польська Західна Галичина, а від січня 1919 р. — уся польська держава. Перемогу Польщі в цій війні зумовили у 1919 р. дивізії генерала Юзефа Галлера, сформовані у Франції під приводом війни з більшовиками.

### Битва за Перемишль
Після проголошення ЗУНР вночі на 1 листопада в Перемишлі почалися сутички польських та українських містян. Австрійський губернатор відмовився передати владу в місті українцям, натомість надав її полякам, місто формально приєднано до Польщі. Під вечір надходить із Варшави наказ генерала Тадея Розвадовського про призначення Пухальського керівником усіма польськими збройними силами в Галичині. Однак на той час вояки займалися грабуванням магазинів, а не наведенням порядку. Польська поліція відразу ж прийнялася придушувати українські мітинги, що призвело до загибелі 7 українських студентів біля залізничного вокзалу; це стало приводом до збройного виступу.
УНРада добре розуміла, що залізничний вузол Перемишль є ключем до Львова, і 500 вояків 9-го полку 1 листопада здійснили першу спробу оволодіти містом, але невдалу. Увечері 1 листопада почалися польсько-українські перемовини, у яких представниками від УНРади були Володимир Загайкевич, Іван Жолнір, Андрій Алиськевич, Андрій Сабат та Володимир Демчук; від поляків очолював Александер Скарбек. По вислідках перемовин 2 листопада підписано угоду, згідно з якою урядувати в місті мала змішана 9-членна комісія польсько-українсько-єврейська, порядком мала зайнятися така ж змішана поліція.
У ніч із 3 на 4 листопада організовані загони українських добровольців — більш як 200 охочих із сусідніх сіл, разом із 30 колишніми вояками УСС, — опанували правобережжя Перемишля. Однак загони не змогли виконати наказу про висадження в повітря перемиських мостів, що в майбутньому вельми дошкуляло в ході польсько-української війни. За спогадами учасників тих подій, спричинилася до цього нерішучість Теофіла Кормоша. Єврейську поліцію (понад 400 осіб) було здезорганізовано навмисними чутками про погром, що насувається.
10 листопада до міста підійшли 2000 польських жовнірів підполковника Міхала Токажевського з австрійським бронепотягом, броньовиками та 8-ма гарматами, їм протистояли 700 українських добровольців із двома гарматами. Поляки залізницею дійшли до Журавиці, звідти пішим строєм на частину Перемишля Засяння. Польські військовики виголосили ультиматум про беззастережну здачу, який українська сторона відкинула. Бої відбувалися в Перемишлі та Селиська (Перемишльський повіт) поблизу Медики.
11 листопада в часі обіду поляки почали з-за Сяну обстріл українських позицій; тоді ж українці пустили два пустих локомотиви по невисаджених залізничних мостах для унеможливлення просування. Польський бронепоїзд прийняв удар на себе, та очистив шлях; згодом почалася атака польської піхоти одночасно двома мостами, двома понтонними переправами та власне бронепотягом. До вечора 11 листопада польські сили захопили міську управу, старе місто та укріпилися на позиціях. Уночі в єврейських кварталах, котрі розташовувалися в частині Перемишля, зайнятій польськими силами, почалися грабунки магазинів і мешканців. Перед полуднем 12 листопада бої за Перемишль закінчилися, українські сили відійшли в напрямку Хирова. Втрати з обидвох сторін були приблизно однаковими і рахувалися по 10 загиблих та 50 поранених.
Місто потрапило до рук поляків, вони змогли направити до ізольованого Львова підмогу та згодом повністю зайняти місто. Це відкривало можливість, крім того для виступу на Хирів і Любачів. Без опанування Перемишля поляки не могли б і мріяти про вдержання Львова й опанування Східної Галичини взагалі. Вже 20 листопада з Перемишля до Львова прибула бойова група польських військ Токаржевського, котра на той час зросла чисельно — 8300 солдатів та старшин, 60 скорострілів та 45 гармат.

### Битва за Львів
У Львові утворилася формальна бойова лінія — поляки зайняли західну частину міста з головним залізничним вокзалом, українці утримували середню і східну частини з Високим Замком і вокзалом Львів — Підзамче.
Головними опорними точками українських військ стали казарми по вулиці Янівській, Галицький Сейм, Цитадель, Головна пошта, казарми Фердинанда й поліції на вулиці Казимирівській, вокзал Підзамче.
Співвідношення українських і польських військових сил у Львові було не на користь українців — до міста постійно прибували польські війська. Ухвалюючи рішення зайняти Львів, УНРада вважала, що українські військовики зможуть втримати місто до підходу допомоги з краю і з Української Держави. Однак допомога надходила не так швидко і не в таких обсягах, як на те потребували. Легіон УСС, який прибув до Львова з Буковини 3—4 листопада, не змінив співвідношення сил. Допомога з Києва, у вигляді Січових Стрільців (під проводом Коновальця і Мельника), які стояли в Білій Церкві, не надійшла — Український національний союз вирішив використати їх у повстанні проти гетьмана Павла Скоропадського.
5 листопада запеклі бої точилися за Головну пошту. Поляки безупинно атакували будинок, тримали під щільним вогнем підходи до нього, обстрілювали вікна. Того ж дня відбувався обстріл у районі казарм Фердинанда на вулиці Клепарівській, інших ділянках фронту. 6 листопада курінь після попередньої невдачі під Головним Двірцем перегруповувався у Старому Селі.
4 листопада переїхав до Львова через Снятин польовий курінь УСС поручника Багана, 2 сотні з Коша і Вижниці поручника Семенюка, 5 листопада по поновленні обмундирування рушили на Львів.

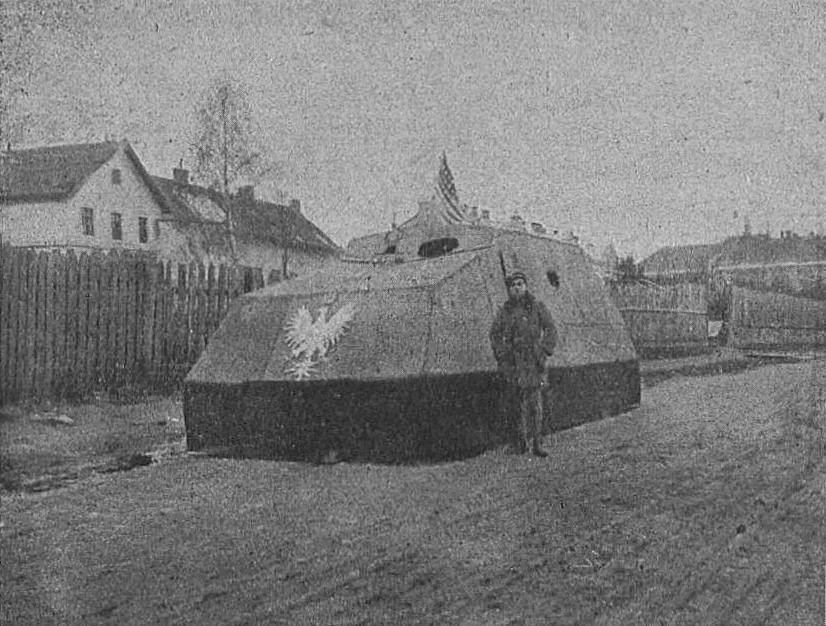
Імпровізований польський панцерник, підбитий вояками УГА

5 листопада, приступивши до виконання обов'язків, Коссак одразу взявся за здійснення операції, яка мала рішуче переломити ситуацію. Планувався наступ на центральний квартал вздовж вулиці Городецької та очищення від противника Жовківського передмістя і Замарстинова; задум був добрий, але з огляду на мізерність сил, цілком нереальний. Наступна операція провалилась. Закономірною реакцією УНРади стала заміна командувача — 9 листопада ним став комісар Золочівського військового округу полковник Гнат Стефанів. Новий командувач реалізував низку заходів: скоротив фронт, тим самим надав мобільність наявним силам, провів зміни у військовому керівництві та виставив на висотах (Високий Замок, Цитадель, Кривчиці) гаубичні батареї, які сильно дошкуляли противникові.
6 листопада на всіх частинах фронту тривали запеклі позиційні бої цілий день і ніч.
7—8 листопада залога казарм Фердинанда при Городоцькій вулиці веде бої від 4-ї ранку; на Підзамче весь день точилася запекла боротьба з польськими легіонерами й бандами польського міського шумовиння.
9—11 листопада на Високому Замку з'явилася українська гарматна батарея (2 гаубиці). Спочатку там було 6 гаубиць, однак 4 з них було переведено на нову позицію, за Личаківську рогатку. Її вогонь став для поляків настільки дошкульним, що вони були змушені надіслати свої літаки, які намагалися знищити українські гармати. Невдовзі українці встановили артилерію також на Цитаделі та у Кривчицях. Ударами з боку Старого Села, Персенківки та Цитаделі українські підрозділи — до 500 стрільців — зайняли Кульпарків. 4-й гарматний полк сформували одним із перших у Галицькій армії; його зав'язком була гарматна батарея поручника Юрія Полянського, яка воювала у Львові від 6 листопада, по тому займала вогневі позиції на Високому Замку. Після залишення міста, вона дислокувалася в підміських Винниках, де до неї долучилися прибулі із Золочева батареї поручників В. Сорокевича, Володимира Галана, Андрія Бучака, а також ще дві батареї — вони зайняли позиції на підльвівському фронті в Прусах, Ляшках Мурованих і Дублянах. На прохання артилеристів полковник Степанів надіслав на Високий Замок кулеметну сотню поручника Петра Франка, ветерана легіону УСС.
Польський фронт трохи перемістився назад. Згодом зав'язався бій за один із важливих вузлів польського опору — Кадетську школу.
12 листопада поляки робили відчайдушні спроби оточити Львів та перерізати залізничне сполучення з Підзамча на схід.
13 листопада до Львова в район Замарстинова-Підзамча прибуло півсотні наддніпрянців загону імені Ґонти з Київщини під командуванням отамана Андрія Долуда.
14 листопада провадився український наступ від Підзамча на вулицю Замарстинівську, Під Дубом та Головний Двірець.
Власне на фронтовій лінії Сокільники — Солонка — Давидів у грудні діяли прибулі батарея поручника І. Тригука з Коломийського коша і так звана Козятинська поручника Б. Власенка, яку надіслав під Львів гетьман Скоропадський, хоча і невчасна була поміч.
Бої у Львові тривали зі змінним успіхом до 21 листопада 1918 р., доки поляки не досягли чисельної переваги завдяки допомозі, що надійшла їм через Перемишль. Українці відбили Перемишль 4 листопада, але вже 11 листопада втратили його знову, що дало галицьким полякам змогу тримати безпосередній зв'язок із Краковом і привозити підкріплення до Львова. Для технічної переваги поляками в майстернях було збудовано декілька панцирників. Щоб уникнути оточення, командувач українських сил полковник Гнат Стефанів наказав українським частинам у ніч проти 22 листопада 1918 р. залишити Львів. Після відступу українців польське військо почало єврейські погроми. Поза Львовом бої з поляками затяглися на західних кордонах ЗУНР. Перші місяці після виходу зі Львова Начальна Команда Галицької Армії використала для організації бойових груп, пізніше корпусів Української Галицької армії. Уже в першій половині грудня існував польсько-український фронт від Тісної до Хирова і поза Перемишль до Львова, зі Львова до Ярослава і повз Любачів і Раву-Руську до Белза і далі, на північ до Крилова на Холмщині.

### Перший наступ на Львів

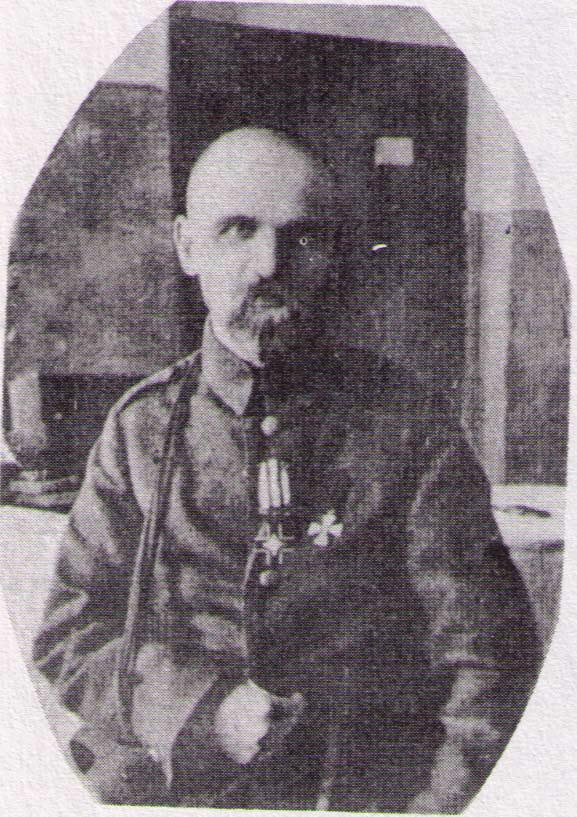
Михайло Омелянович-Павленко

З грудня 1918 року Польсько-українська війна велася за володіння Львовом, який українці хотіли відбити, та на західному і північному фронтах, де поляки з початком січня здобули м. Угнів і Белз та оволоділи залізничною колією Ярослав-Рава-Руська, що їм давало базу для подальших операцій. У Ярославі, де стояв кошем один із найбільш українських полків австрійської армії — 77-й, рекрутований із Самбірщини, розпропагована більшовиками фронтова рада проголошує владу рад. Цю фронду притлумили поляки, безперечно, перебравши місто в свої руки. Довше опирався полякам Балигород, але й він перейшов до польських рук у січні 1919 року.
Стрілецька старшина, зібрана під проводом Дмитра Вітовського ранком 22 листопада в Миклашеві, вирішила організувати облогу Львова. До Стрільців приєдналися частини колишньої залоги Львова — так почали творитися облогові групи — «Схід», «Старе Село», «Щирець», інші, що незабаром об'єдналися в бригади й стали зав'язком II Осадного Корпусу. Поляки спробували одразу просунутися на схід, а їхній перший випад на Підбірці зліквідувала сотня УСС під проводом поручника Осипа Теліщака, який зайняв Чортівську Скалу (одне з найвищих піднесень в околиці Львова), переважаючи над околицею. У перших днях грудня перейшли українські частини під Львовом до наступу й витиснули противника до кільця Басівка — Солонки — Пасіки-Зубрицькі — Підбірці — Жидятичі — Грибовичі, здійснили спробу перервати залізничу лінію Львів — Перемишль, їм вдалося захопити на короткий час Городок.
12 грудня на захід від Сокаля в околиці Ощів і Долгобичів (тепер Грубешівський повіт) були позиційні бої з поляками, останні змушено відійшли. 16 грудня на північ від Сокаля сили УГА зайняли Літовиж і Біличі, на фронті Угнів — Рава був спокій. 19, 25, 26 і 31 грудня у бої з поляками вступили сотні Степана Васкана та Юрка Мельника, здобули кілька перемог.
Ранком 27 грудня почався наступ. Група «Схід», «Старе Село» Осипа Микитки, головно коломийські курені й частини УСС здобули в першому дні наступу Боднарівку — Сихів — Козільники й посунули на підльвівську Персенківку, праве крило підійшло аж під Личаків, зайняло Зубру. Ударна група «Наварія» — 4 тисячі бійців та 40 гармат — головним ударом від Пустомит у напрямку Головного вокзалу, дійшла до південно-західних околиць міста і невдовзі зайняла Скнилів і Кульпарків. Група «Схід» атакувала Кривчиці й досягла Личакова. Група «Північ» отамана Долуда через Брюховичі увірвалася до Замарстинова, Збоїщ, Голоска.
Козятинська Бригада, спробувавши наступати на Ставчани й Полянку мусила відступити з втратами через польський протинаступ. Козаки не витримали польського удару і почали відступати, заявивши при цьому, що відмовляються воювати з «братами поляками». Михайло Омелянович-Павленко був змушений відвести їх у запілля. Група Сопотницького здобула Оброшине і продерлася до Львова, де скріпила не тільки численність, а й моральну відпірність залоги. Не вдалося закріпитись і втримати зайняті північні околиці Львова і бойовим групам 1-го корпусу Віктора Курмановича. З 2-го корпусу надходили донесення про рішучі контратаки поляків і значні втрати українських частин.
Перший генеральний наступ українських сил на Львів не вдався. Виключала успіх — знаменита розвідка й оборотність противника, слаба підготовка з українського боку, а головне — брак тяжкої артилерії, без якої здобуття підміських об'єктів виявилося неможливе. Щоб зберегти сили армії для майбутніх битв, 2 січня 1919 року командування УГА ухвалило рішення операцію з визволення Львова згорнути. До початку нового 1919 року на відтинку Угнів Галицька Армія втратила трьох курінних командирів.

### Другий наступ на Львів

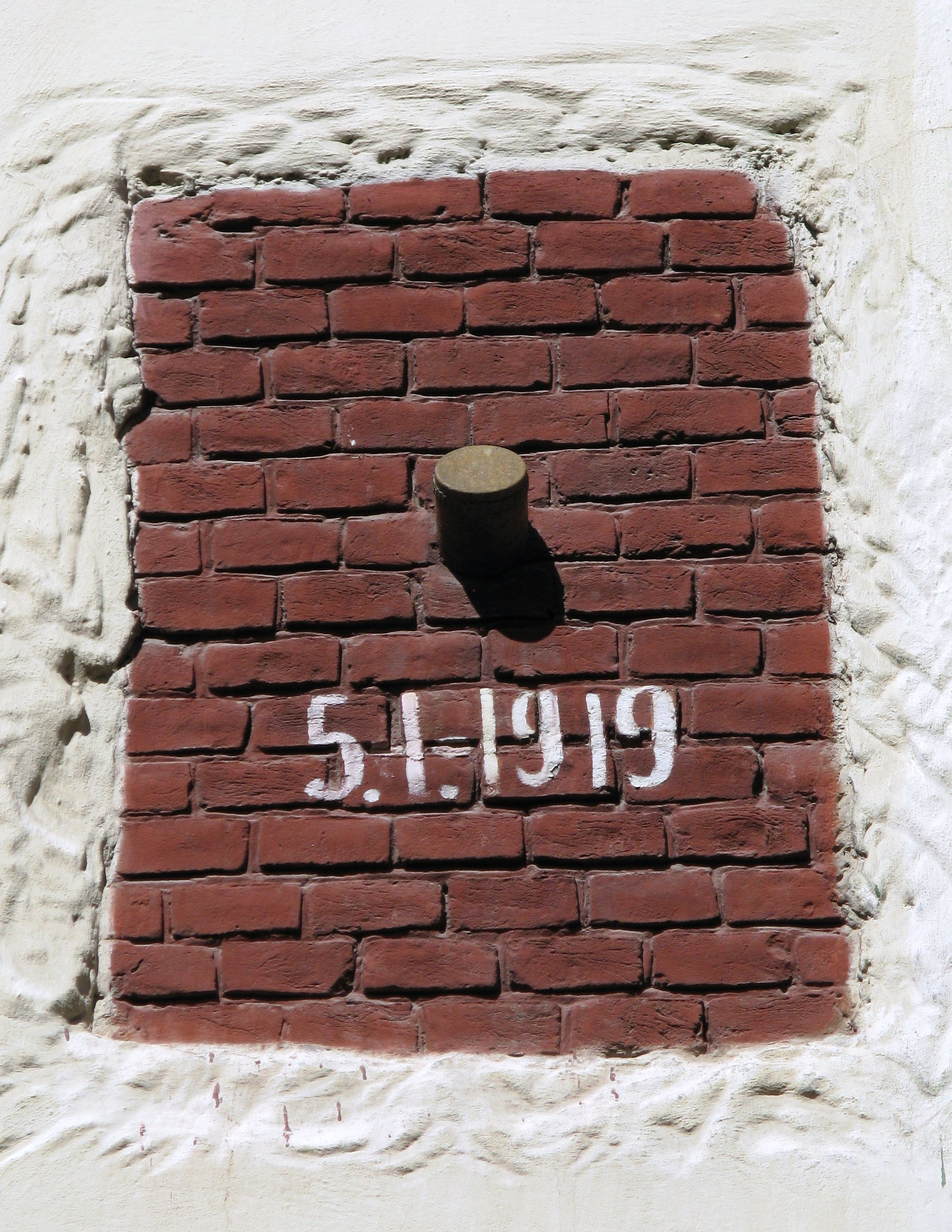
Нерозірваний український снаряд, що застряг у стіні Преображенської церкви у Львові

Уряд ЗУНР вимагав терміново підготувати і повторити операцію по опануванню Львова вже у січні 1919 року.
Це було пов'язано з від'їздом української делегації на Паризьку мирну конференцію, яка відкривалася 18 січня. Визволення Львова повинно було підняти авторитет та престиж ЗУНР на міжнародній арені. Президент ЗУНР Євген Петрушевич вимагав від командування УГА негайно здійснити другий штурм Львова. Цю позицію президента підтримали Симон Петлюра і командування Армії УНР.
Другий штурм Львова розпочався за планом першої операції і з попереднім важливим завданням — звільнити столицю ЗУНР від польських військ. Головний удар завдавали бойові групи «Старе Село», «Схід» і «Щирець», які атакували південні й південно-західні околиці Львова.
З початком січня 1919 року польські частини, що до того часу обмежувалися утриманням й закріпленням здобутих позицій, перехопили ініціативу в свої руки. В околицях Рави-Руської, Угнова, Белза, Угринова з'явилася польська «Група Буг» під проводом генерала Яна Ромера, що хоч і не могла докорінно змінити ситуації, все ж-таки була осторогою для української Начальної Команди, знаменуючи період, що корінна Польща вже могла підкріпити свіжими силами східньо-галицький фронт.
Наступ на Львів 11—13 січня зліквідував можливість польського протинаступу, назначеного на 14 січня, рівночасно переконав українську Начальну Команду, що Львів є можливим здобути тільки тоді, коли буде остаточно й тривало перерваний його зв'язок з заходом і корінною Польщею взагалі. У цьому напрямі пішли подальші зусилля Начальної Команди та українських військ.
В артилерійській перестрілці та локальних фронтових зіткненнях зустрічах минула під Львовом друга половина січня й перша половина лютого. На фронті III корпусу почалася акція поляків по опануванню залізничного шляху Хирів — Самбір і самого Самбора.
Наступ 4 лютого польської групи полковника Мінкевича на Вовчу Долішню, Блажів Горішній і Чижин, відбили українські війська досить легко. Також поновилися спроби наступу на фронті І корпусу, в околицях Белзця, Угнова, Белза й Кристинополя.

### Битва під Володимиром

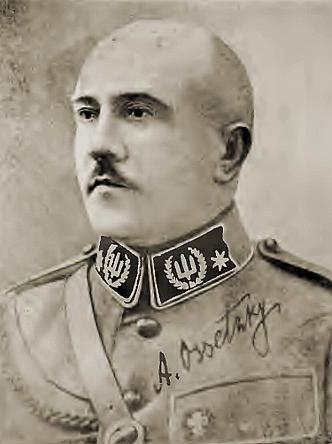
Олександр Осецький

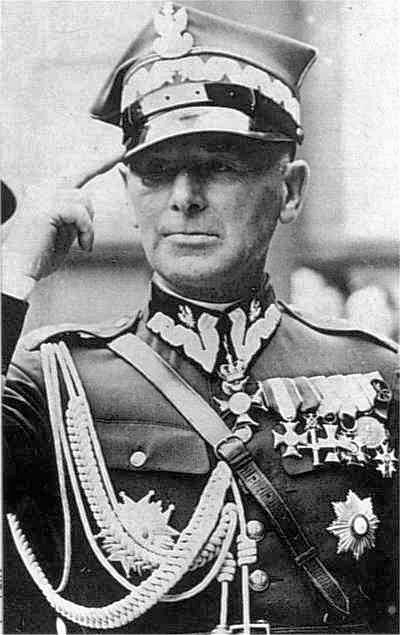
Едвард Ридз-Смігли

У кінці січня 1919 року більшовицькі війська атакували війська УНР на Поліссі в районі Сарн, Коростеня та Ковеля. Цим скористалися поляки, почавши загальний наступ на північній частині всього польсько-українського фронту. Таким чином, українські частини на Волині виявилися затиснутими між двома противниками — Польщею та більшовиками. Попри це, вони змогли втриматися в цьому регіоні. У лютому командиром фронту на Волині став генерал Олександр Осецький і йому вдалося з напівпартизанських загонів створити регулярні армійські полки, які були об'єднані в Сірий корпус — близько 3 тисяч багнетів і Холмську групу — близько 5 тисяч багнетів. На польській стороні також сталися структурні зміни. Командувачем фронтом, направленим проти частин УНР, став генерал Довбор-Мусицький, а командиром основної ударної групи, що наступала на Волині (3 тисячі багнетів), став генерал Едвард Ридз-Смігли. Стягнувши всі піші та гарматні полки Січових Стрільців із технічними частинами до тилового Проскурова в кінці лютого для поновлення сил, Євген Коновалець залишив на волинському фронті лише один полк із бронепотягом «Стрілець». Наступний наступ польських військ на Волині почався 3 і завершився 8 березня. Регулярній польській армії активно допомагали місцеві жителі-поляки. Вони орудували в тилу української армії, займаючись диверсіями; у результаті польські частини взяли під контроль Володимир та кілька населених пунктів Волині, але великі міста Луцьк і Рівне, як і раніше утримувалися українцями.
19 березня Червона армія захоплює Жмеринку, Дієва Армія УНР стає розколотою на три частки — Північну, Південну та Проскурівську.
26 березня року в районі Ковеля та Володимира поляки розбили Ковельський загін армії УНР, перейшли річку Стохід і почали наступ, загрожуючи Луцьку.
30 березня польський керівник Юзеф Пілсудський підписує наказ про утворення Волинського фронту.
До середини травня на фронті сил УНР із Польщею тривало відносне затишшя. Польща використала його, щоб перекинути з Франції 60-тисячну польську армію генерала Юзефа Галлера на Галицький фронт, розгромити УГА і повністю зайняти Галичину й Волинь. Юзеф Пілсудський наказав польській армії завдати ударів по флангах УГА і вийти на лінію Броди — Коломия. З армії Галлера була виділена ударна група генерала Карницького (близько 5 тисяч багнетів і шабель, 19 гармат), яка разом із частинами Ридз-Сміглого повинна була ударити на Луцьк і відкинути армію УНР. На 150-кілометровому холмському фронті травнем в українських частинах рахувалися 22 тисячі багнетів, проте у фронтових з'єднаннях налічувалося не більше 8 тисяч. Перший корпус генерала Одрі (до 27 тисяч багнетів і шабель) повинен був наступати на Сокаль — Броди і, розгромивши Перший корпус УГА, вийти в тил Другому корпусу УГА.
Офензива польських військ почалася ударом 14 травня на півночі. 14 травня частини армії Галлера прогнули фронт Волинської групи армії УНР і увійшли до тилу армії УНР та Галицької армії. 15 травня 25-тисячне угруповання завдало сильного удару по обороні 3-го корпусу, 16 травня командири змушені здатися в польський полон за наказом генерала Осецького; лише у Луцьку в полон здалися близько тисячі солдатів і понад 100 офіцерів армії УНР. У перший день наступу частини корпусу Галлера прорвали фронт Першого корпусу УГА від Львова і Рави-Руської на Жовкву і Сокаль. До 16 травня фронт Першого корпусу був повністю розбитий. У полоні опинилися генерали Осецький, Ілля Мартинюк, Петро Єрошевич, штаби Холмської групи і Сірого корпусу. Залишки розгромленого фронту прагнули прорватися до Тернополя, де перебували частини УГА.
16 травня поляками був зайнятий Луцьк. Ліквідація польськими силами Північного фронту змусила уряд УНР та Директорію спішно евакуюватись із Радивилова на терени ЗУНР — до Красного, поступно до Золочева, потім Тернополя. Уже 18 травня до командування польської армії відправлена військова місія УНР, очолювана підполковником Левчуком із пропозицією про припинення бойових дій та укладення перемир'я.

### Вовчухівська операція

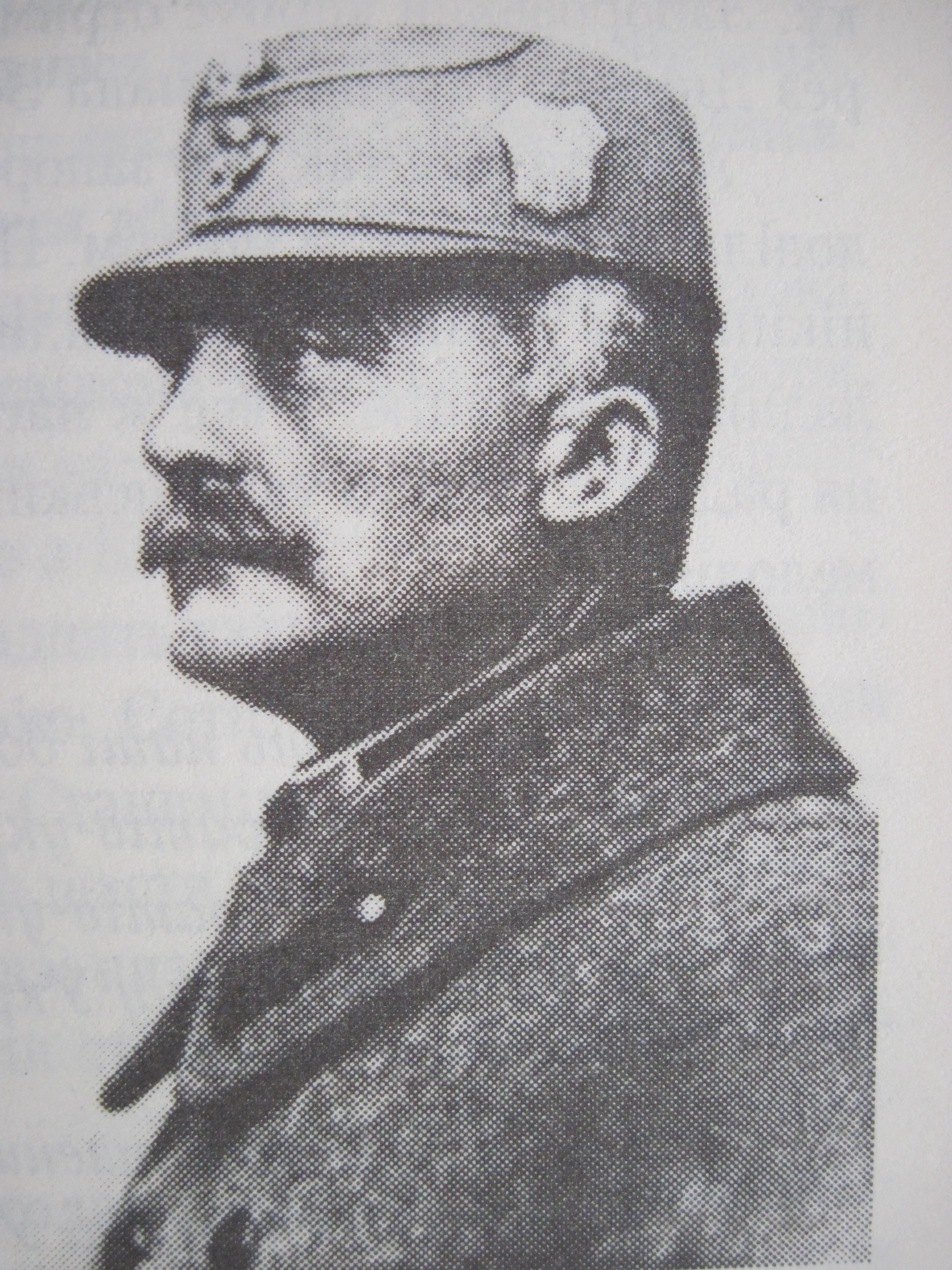
Мирон Тарнавський

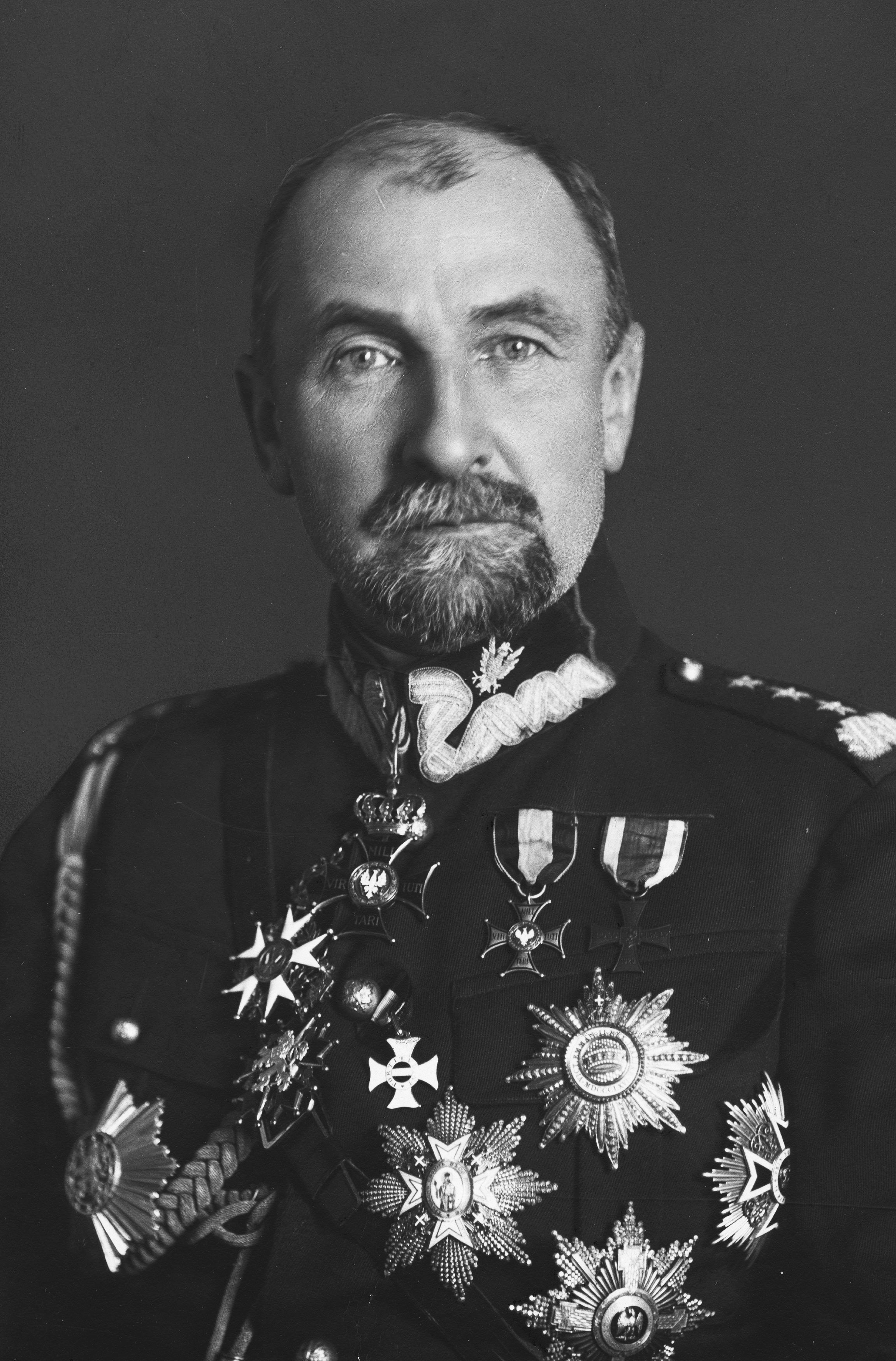
Тадеуш Розвадовський

Після двох безуспішних наступів УГА на Львів у грудні 1918 р. і на початку січня 1919 р. Начальна команда УГА вирішила знищити залізничне сполучення між Львовом і Перемишлем.
Стратегічний план Начальної Команди УГА (командант Михайло Омелянович-Павленко, начальник штабу Віктор Курманович) передбачав три етапи наступу:
- на першому — Третій Корпус УГА (командир полковник Григорій Коссак) мав оволодіти залізничною лінією Львів — Перемишль;
- на другому етапі — планувалося визволення Львова Другим корпусом УГА (командир полковник Мирон Тарнавський);
- на завершальному етапі операції українські війська мали здобути Перемишль і вийти на лінію річки Сян.

Городоцька група полковника Серди мала до 2400 вояків, 40 скорострілів і 16 гармат. Група генерала Зелінського у Судовій Вишні — близько 4 тисяч вояків і 24 гармати. На городоцькому напрямку наступали частини 7-ї Львівської бригади отамана Альфреда Бізанца — близько 2100 стрільців (5 куренів). На головному напрямі діяла група отамана Карла Гофмана з 8-ї Самбірської бригади — 1100 багнетів і 15 гармат. Напередодні операції її посилено 1-м куренем УСС поручника О. Івановича, іншими підрозділами, відтак доведено до 2500, а в ході наступу до 3 тисяч.
Польський розвідці вдалося дістати інформацію про план галичан і вивідати напрям головного удару. Тому генерал Тадеуш Розвадовський встиг посилити свої сили у Судовій Вишні та Городку. Запеклі бої розгорілись на всіх ділянках фронту. З метою посилення на початку лютого з Києва до Східної Галичини прибули два гарматні полки січових стрільців із Осадного корпусу полковника Є. Коновальця під командуванням галицьких сотників В. Зарницького і Я. Бутрима.
Вовчухівська операція розпочалася 16 лютого 1919 року обстрілом польських передових позицій по лінії Судова Вишня — Городок і у Львові. 19 лютого 1919 року армійські групи «Ширець», «Рудки», Яворівська група перейшли в наступ під Бондарівкою, Малим Любінем, Дубовою Долиною і Вовчухами. Долаючи запеклий опір противника, сотні Львівської бригади Альфреда Бізанця та Перший корпус УГА вийшли впритул до залізниці Львів — Перемишль.
Особливо впертий опір зустріли курені 7-ї Львівської бригади Бізанца під Любенем Великим. На лівому фланзі курінь Осипа Станіміра з частиною групи Гофмана вдалося просунутися вперед і зайняти Вовчухи та Бар. Курені Карла Гофмана, наступаючи на Судову Вишню, зайняли Довгомостиську, Дмитровичі, Стоянці. Яворівська група 1-го корпусу натиском з півночі зруйнувала залізничну колію біля села Заріччя, західніше Судової Вишні. Янівська група захопила село Гартфельд. Частини 2 корпусу полковника Мирона Тарнавського зайняли Збоїська, дійшли до Лисинич, оточили Богданівку західніше Львова. Оперуючи на лініях Львів — Стрий та Львів — Самбір, панцерний потяг «Ч. 2» виявився у смузі найактивніших бойових дій. Він часто підтримував бойові акції українських військ. 17 лютого «Люся» брала участь у бою, яким започатковано Вовчухівську операцію, а 26 лютого атакувала станцію Лапаївку.
Галицькі артилерійські батареї з Винників, Дублян, Лисинич безперервно обстрілювали ворожі позиції. З виходом 18 лютого війська силами 3 і 1-го корпусів на залізницю, перервався залізничний і телефонний зв'язок поляків між Львовом і Перемишлем; частини Львівського гарнізону і польське населення охопила паніка. Польське командування кинуло на оборону Львова групу генерала Вацлава Івашкевича числом до 5000. У район боїв прибула група полковника Генріха Мінкевича — понад 5000 вояків.
Отримавши значне підкріплення, ввечері 19 лютого поляки почали контрнаступ. Ударом із Городка вздовж залізничної колії на захід вони відбили Вовчухи і Бар; контратакували з Судової Вишні й зайняли Довгомостиську. 20 лютого, розвиваючи успіх, вони завдали удару з Вовчухів на Долиняни і Добряни. Але бригади Станіміра й О. Івановича зупинили і відкинули їх. 21—23 лютого частини Третього корпусу відбили атаки поляків і закріпилися на лінії Довгомостиська — Милятин — Бар, Вовчухи — Долиняни, Стаділки — Угерці.
Героями українського контрнаступу під Вовчухами, були Курінь смерті УСС під командою поручника О. Івановича й Окремий Гуцульський Пробоєвий курінь поручника Гриця Голинського. Вояки УГА тоді полонили 350 польських вояків, 22 кулемети, 6 гармат, 2 міномети, польову лічницю з цілим улаштуванням і аптекою та багато іншого воєнного майна. Втрати Гуцульського куреня були: кільканадцять убитих і 76 ранених.

### Подальші бойові дії

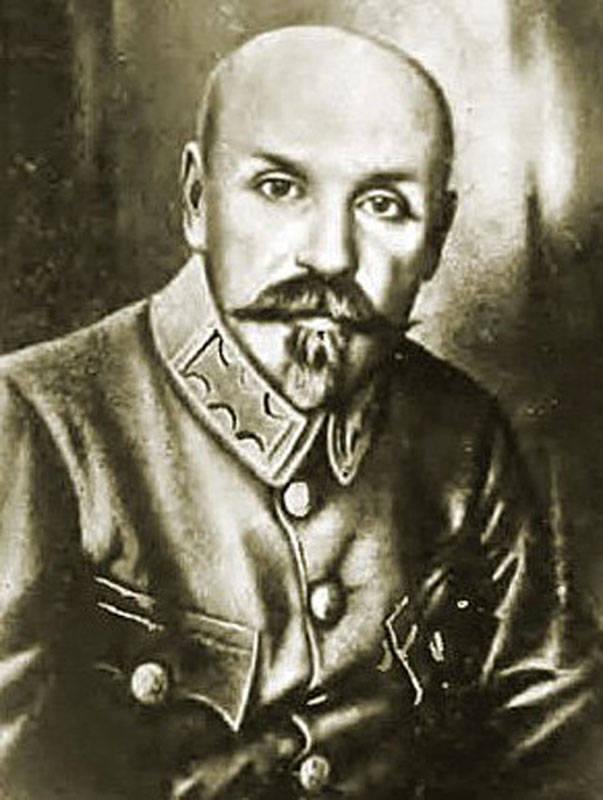
Олександр Греків

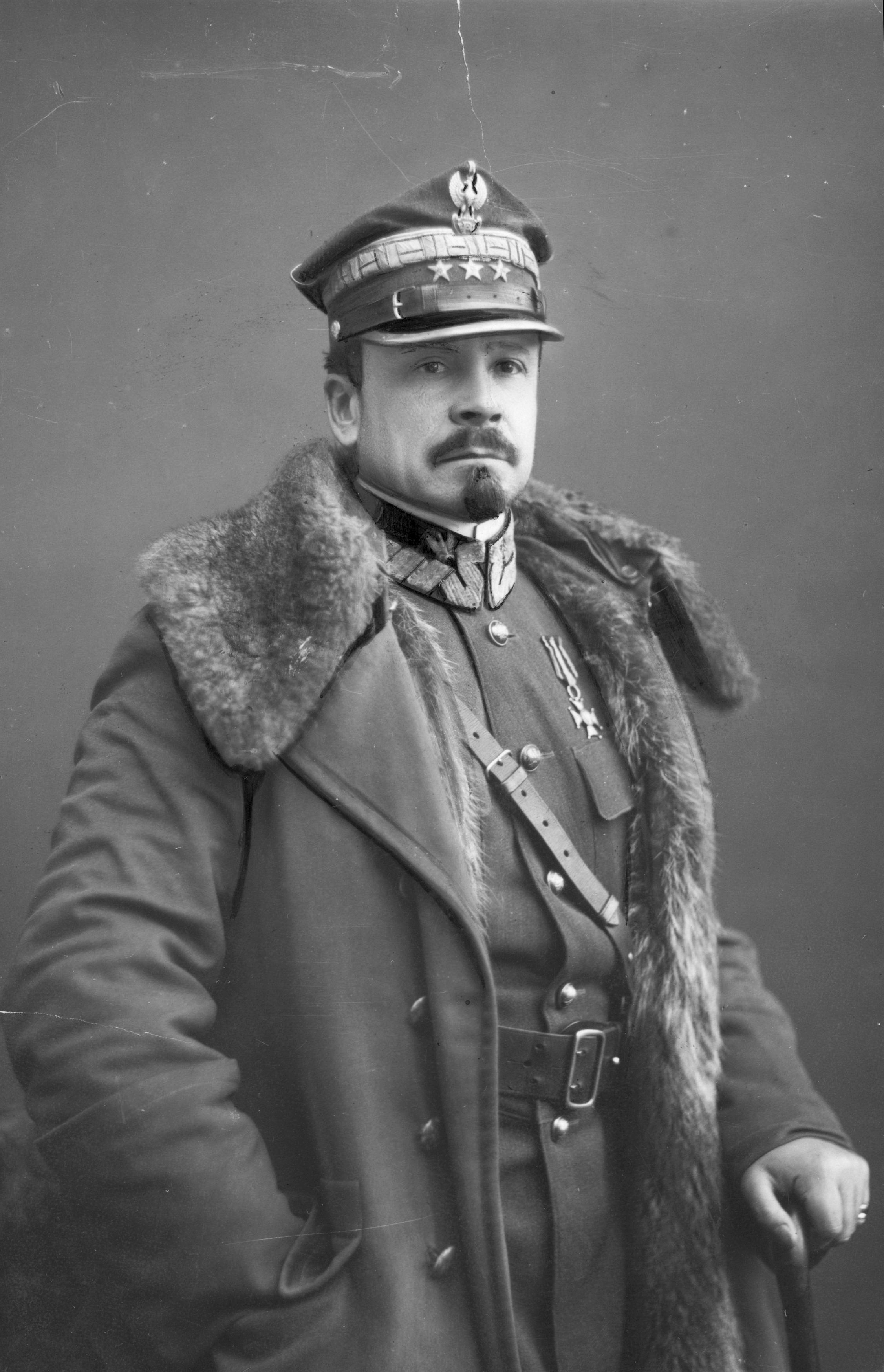
Юзеф Галлер

Дальшому успіхові наступу перешкодила Військова Місія Антанти під проводом генерала Бартелемі, яка в прикрій для поляків ситуації зажадала перемир'я. 2 березня 1919 р. почалися знову воєнні дії, і 19 березня поляки вдруге опанували колію Львів-Перемишль. Нову пропозицію альянтів — Ради Чотирьох (демаркаційна лінія генерала Луїса Боти) прийняла Начальна Кватира Галицької Армії, але відкинули її поляки і, попри зобов'язання не вживати проти українців сформованої у Франції армії генерала Юзефа Галлера де Галленбурга, частину її (35 000) спрямовано на протиукраїнський фронт.
Весною 1919 року, на відміну від наддніпрянців, галичани ще не були ознайомлені зі специфікою більшовицького режиму. Той факт, що Червона Армія в районі Овруча розпочала військові дії проти ворога — Польщі, місцеве селянство й рядові стрільці сприйняли з ентузіазмом. Тоді вчинив заколот курінь Галицької армії, розквартирований у Кристинополі біля Сокаля. Під гаслами: «Хочемо злучитись із більшовиками проти поляків!», «Ми самі безсильні на фронті, тисячі загинуло, а наші пани ведуть переговори з поляками» більш як три чверті куреня вирушило в напрямку Радехова для об'єднання з Червоною Армією. 26 квітня відмовилася йти на фронт військова сотня, що була дислокована в Давидові під Львовом.
У середині травня 1919 р. поляки почали загальний наступ на українські позиції в Галичині та на Волині й дійшли 25 травня 1919 р. лінії Болехів — Ходорів — Бібрка — Буськ; деякі з'єднання УГА (1-ша гірська бригада і група «Глибока») втратили зв'язок із головними силами і були змушені перейти на Закарпаття. Тоді румунська армія захопила південно-східну територію ЗУНР. Це змусило Начальну Команду Галицької Армії відвести частини УГА в південно-східний трикутник Галичини, замкнений ріками Збруч — Дністер. Після короткого відпочинку й реорганізації українські частини під командуванням генерала Олександра Греківа, що тоді очолював УГА, 7 червня перейшли до наступу (т. зв. Чортківська офензива). Успішними боями відкинуто польські сили на лінію Дністер — Гнила Липа — Перемишляни — Підкамінь, що викликало ентузіазм серед вояцтва й спричинило відмову Начальної Квартири Галицької Армії прийняти умови перемир'я та демаркаційну лінію, так звану лінію Дельвіґа.

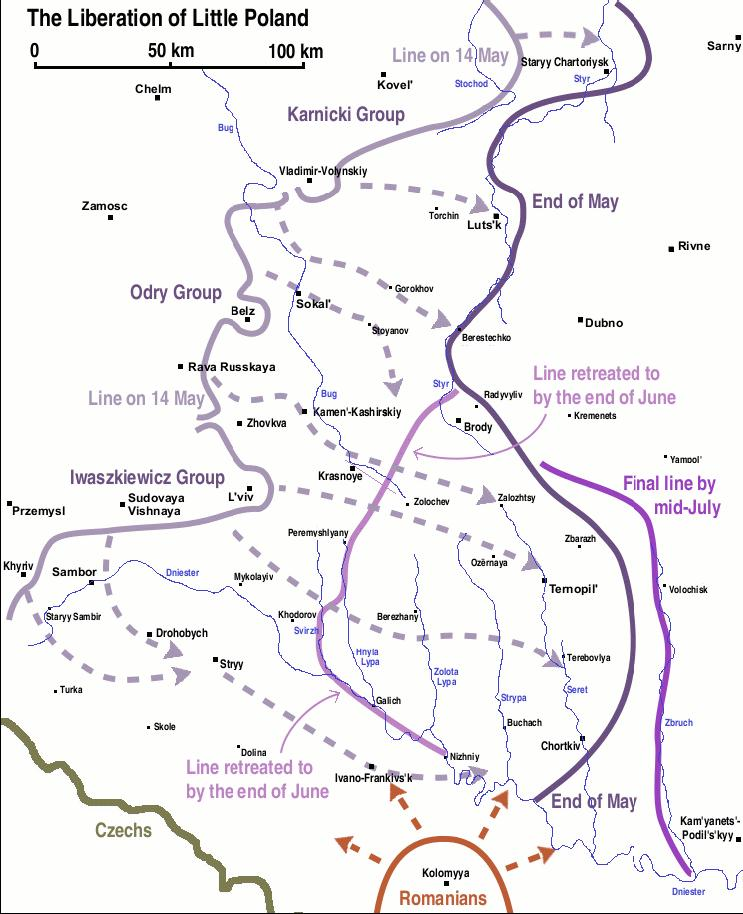
Перебіг бойових дій (травень — липень 1919 р.)

20—24 червня війська Галицької армії зайняли Бережани, Золочів, Рогатин, Бурштин, Ожидів і вийшли на підступи до Львова. У ході наступу до лав Галицької армії зголосилося понад 90 000 добровольців, але за браком зброї прийняли лише 15 000. Однак уже 28 червня 40-тис. польська армія, прорвавши фронт Галицької армії, перейшла в контрнаступ від Бродів до Коломиї. УГА змушена була вдруге відступати і через два тижні знову опинилася в трикутнику між Дністром і Збручем.
Цілковитий брак боєприпасів примусив українські частини відступити на вихідні позиції в трикутнику між Збручем і Дністром. Через те, що дальша боротьба з близько 110-тисячною польською армією, яку Франція забезпечила всіма модерними військово-технічними засобами, була безнадійна, УГА 16—18 липня 1919 р. відступила за Збруч на допомогу УНР у її боротьбі з більшовиками.
15—18 липня галицька армія й урядові структури ЗОУНР залишили свою територію і перейшли до Наддніпрянської України. Східну Галичину повністю окупувала Польща. Західно-Українська Народна Республіка проіснувала на власній території 8,5 місяців. Формування правових засад державної влади в ЗУНР, організація національних владних структур усіх рівнів базувалися на демократичних принципах (за винятком надання повноважень диктатора Є. Петрушевичеві), поважанні прав людини і національних меншин, врахуванні соціальних потреб народу. Як і провід УНР, керівництво ЗУНР розташувалося у Кам'янці-Подільському. Галицьке військо нараховувало 12 піших і одну кінну бригади чисельністю близько 50 тис. вояків, на озброєнні яких перебувало 603 кулемети і 187 гармат. Разом із тиловими частинами Галицьке військо становило близько 85 000 вояків. УГА зосередилася в районі Нова Ушиця — Проскурів. Вже в середині липня командування Галицької армії на чолі з Мироном Тарнавським розробило три варіанти подальших дій: відновити бойові дії з метою визволення Галичини; взяти участь у наступі на Київ; відступити до Одеси, Миколаєва, Херсона, налагодити зв'язок із Заходом, повернути з Італії військовополонених галичан. Над цим в Італії працювала місія УНР під проводом Олександра Севрюка. Йшли переговори про сформування в таборі Кассіно чотирьох дивізій по 12 000 стрільців кожна.
У другій половині липня почалися бої об'єднаних армій УНР за стратегічну ініціативу на протибільшовицькому фронті. Вислідком стало здобуття українськими частинами Могилева, Чорного Острова, Проскурова. У результаті територія УНР розширилася до розмірів 90 км на 300 км, створено вигідний плацдарм для розгортання наступу на Київ.

## Наслідки
Наприкінці червня польська армія перейшла в наступ. Відділи УГА 16—18 липня 1919 року перейшли за Збруч, після чого територію ЗУНР окупувала Польща. Близько 10 тисяч поляків і 15 000 українців, в основному солдати, загинули під час цієї війни. Українські військовополонені утримувалися в жахливих умовах у колишніх австрійських таборах для військовополонених у Домбі (Краків), Ланьцуті, Пикуличах, Стрілкові й Вадовиці.
Жодні домовленості про автономію та демократичні принципи Польщею ніколи не виконувались, навпаки приймалась політика асиміляції українського населення, що спричинило до поглиблення конфлікту (див. Українська Військова Організація)
Після війни французи, які підтримали Польщу дипломатичним і військовим шляхом, отримали контроль над східними галицькими нафтовими родовищами на умовах, які були дуже несприятливими для Польщі.
На початку Другої світової війни більша частина регіону була захоплена Радянським Союзом і згідно з договором приєднана до Української РСР, яка в той час була однією з республік Радянського Союзу, зі встановленням кордону по лінії Молотова — практично по лінії Керзона.
У післявоєнний час відповідно до рішень Ялтинської конференції польське населення Східної Галичини (652 тис. осіб) було переселено до Польщі, а кордон СРСР був зміщений дещо на схід — до лінії Керзона, більшість території ЗУНР залишилася в радянській Україні після війни і в даний час складає західну частину України.

## Спадщина
Хоча 70 до 75 тисяч осіб, які воювали в Українській Галицькій армії, програли війну, а їхня територія була приєднана до Польщі, досвід проголошення Української держави і боротьби за неї значно посилилися, поглибивши патріотичну українську орієнтацію в Галичині. Тому в період міжвоєнної епохи Галичина була центром українського націоналізму.
На думку польського публіциста польсько-українська війна була основною причиною неможливості встановлення української держави в Києві в кінці 1918 і на початку 1919 р. Протягом цього критичного часу галицькі сили, великі, добре дисципліновані і несприйнятливі до підривної діяльності комуністів, могли б схилити баланс сил на користь української держави. Замість цього, всі ресурси на початку війни вимушено були зосереджені на захист Галичини. Коли рештки західноукраїнських сил потрапили на Схід влітку 1919 року, російські сили значно зросли і вплив галичан не став вирішальним.
Після війни українські солдати, які воювали в цій війні стали предметом народних пісень, а їхні могили — місцем щорічних прощ у Західній Україні, наперекір переслідуванням з боку польської влади. Поляки впродовж окупації Східної Галичини систематично плюндрували могили бійців УГА та пам'ятні місця війни.

### Рекомендована література
- Західно-Українська Народна Республіка 1918—1923. Енциклопедія. Т. 1: А–Ж. Івано-Франківськ: Манускрипт-Львів, 2018. — 688 с. ISBN 978-966-2067-44-6
- Західно-Українська Народна Республіка 1918—1923. Енциклопедія. Т. 2: З–О. Івано-Франківськ: Манускрипт-Львів, 2019. — 832 с. ISBN 978-966-2067-61
- Західно-Українська Народна Республіка 1918—1923. Енциклопедія. Т. 3: П — С. Івано-Франківськ: Манускрипт-Львів, 2020. — 576 с. ISBN: 978-966-2067-65-1
- Західно-Українська Народна Республіка 1918—1923. Енциклопедія. Т. 4: Т — Я. Івано-Франківськ: Манускрипт-Львів, 2021. — 688 с. ISBN: 978-966-2067-72-9